# Zdroje (Sokołda)
Zdroje – kolonia wsi Sokołda w Polsce, położona w województwie podlaskim, w powiecie białostockim, w gminie Supraśl.
W latach 1975–1998 kolonia administracyjnie należała do województwa białostockiego.